# Cuartel de San Francisco
El cuartel de San Francisco es un cuartel con origen en el siglo XVIII, época de la Florida española, situado en San Agustín, Florida, Estados Unidos.
En la actualidad forma parte de las instalaciones militares del Arsenal Estatal de Florida, que da servicio a la Guardia Nacional de Florida. Además, comprende el Cementerio Nacional de San Agustín. 

## Historia

### Florida española y periodo británico de La Florida (hasta 1821)
La ciudad de San Agustín fue la primera ciudad de fundación europea de los actuales Estados Unidos continentales, fundada por Pedro Menéndez de Avilés en 1565. Pese a que la orden de los jesuitas fue la primera en emprender la evangelización de los indígenas Timucua, esta labor fue encomendada a los franciscanos en la década de 1570. La iglesia de Nuestra Señora de la Concepción data de 1588, construida junto al convento franciscano. Las condiciones adversas del clima tropical de San Agustín se salvaban con construcciones que facilitaran su ventilación y techos de cubierta vegetal que bien mantenidos aseguraban la vida de los edificios. Sin embargo, el sitio de San Agustín (1702) por los británicos de la norteña provincia de Carolina supuso que la ciudad quedara arrasada. Estos fueron reconstruidos en piedra de coquina para asegurar su defensa ante posibles nuevos ataques. 
El origen del cuartel se encuentra en las viviendas para los monjes del convento franciscano, mandadas construir entre 1735 y 1755 en piedra coquina extraída de la Cantera del Rey ubicada en la Isla Anastasia, al otro lado de la Bahía de Matanzas desde San Agustín.
Con la pérdida de La Florida en 1763 ante los británicos, se produjo el exilio de los españoles y los indígenas españoles, principalmente con destino a Cuba. Los británicos protestantes cambiaron de uso los edificios de las viviendas de los franciscanos, convirtiéndolos en un cuartel militar para el servicio del fuerte de San Marcos. Durante el periodo británico se añadieron además edificios de madera y se construyó en piedra de coquina el horno conocido como Horno del Rey o Kings Bakery. Tras la derrota británica durante la campaña de la guerra del Golfo por Bernardo de Gálvez, España recuperó la soberanía de La Florida. Los españoles dieron continuidad al uso como cuartel, prescindiendo de las estructuras en madera.

### Período estadounidense (1821-actualidad)
Tras las campañas militares que dieron lugar al Tratado de Adams Onís y la anexión de Florida a los Estados Unidos (1819), el cuartel el fue empleado por el ejército de los Estados Unidos. En 1861, durante la guerra civil estadounidense, el fuerte fue requisado por el ejército confederado. Finalmente, el ejército de los Estados Unidos arrendó el cuartel a la Guardia Nacional de Florida en 1907. Después, en 1921 fue traspasado al Estado de Florida para su uso como Arsenal Estatal, llevándose a cabo obras de reconstrucción tras un incendio ocurrido 1915.
En 1828, una parte del extremo sur del cuartel fue reservado para cementerio militar.  

## Descripción

### Arsenal Estatal
En la actualidad, el Cuartel St. Francis, también conocido como el Arsenal Estatal, es la sede de la Sede de la Guardia Nacional de Florida, encabezada por el oficial del Ejército o la Fuerza Aérea que se desempeña como Ayudante General (TAG) de Florida, y el personal asociado del TAG. También sirve como sede organizativa de la Guardia Nacional del Ejército de Florida y la Guardia Nacional Aérea de Florida, encabezadas por el Ayudante General Adjunto del Ejército (ATAG – Ejército) y el Ayudante General Adjunto de la Fuerza Aérea (ATAG – Aire), respectivamente, y sus personales asociados.

### Cementerio Nacional de San Agustín

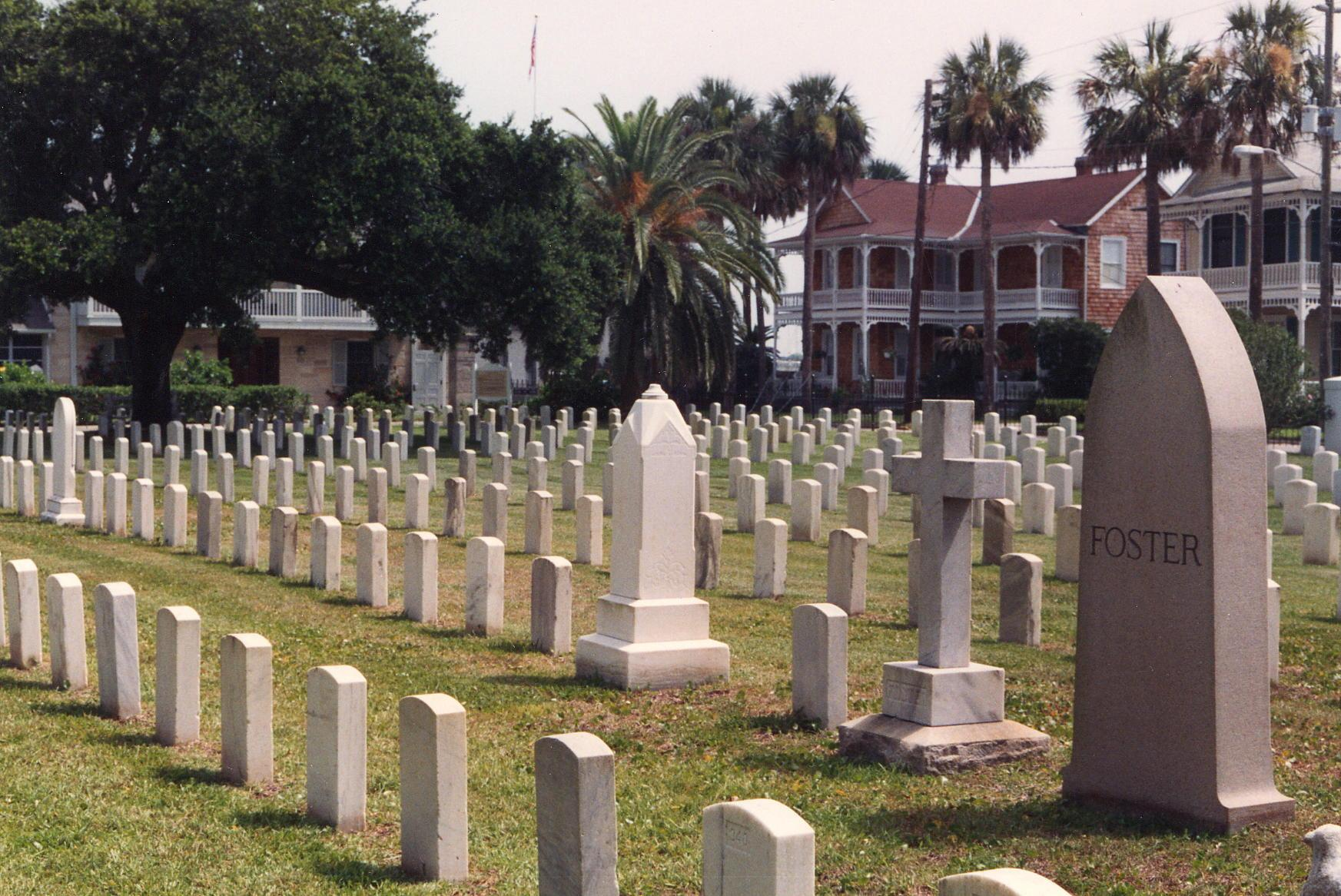
Cementerio Nacional de San Agustín

En 1842 se enterraron aquí los restos de los soldados fallecidos en la masacre de Dade (1835) junto a un monumento funerario en forma de pirámide. Además, el cementerio cuenta con más de 1.300 tumbas de soldados fallecidos en la Segunda Guerra Seminola. El cementerio obtuvo la designación de Cementerio Nacional de San Agustín, y cuenta con tumbas de personal militar de la guerra civil estadounidense, la Guerra hispanoamericana, la Primera Guerra Mundial y la Segunda Guerra Mundial.

### Garaje de la Guardia Nacional de Florida
El horno del Rey (King´s Bakery) se emplea desde 1930 como garaje por la Guardia Nacional de Florida desde 1930. Esta parte del cuartel fue una ampliación de la época británica de Florida.